# Gualtieri di San Lazzaro
Gualtieri di San Lazzaro, pseudonimo di Giuseppe Antonio Leandro Papa (Catania, 29 gennaio 1904 – Parigi, 7 settembre 1974), è stato uno scrittore e editore italiano fondatore della rivista d'arte “XXe Siècle” e autore del romanzo autobiografico Parigi era viva. Nel 1958 ha sposato la scultrice polacca Maria Papa Rostkowska.

## L'attività letteraria
L'attività letteraria di Gualtieri di San Lazzaro ha origini nel giornalismo, e mescolando cronaca, testimonianza diretta e memorialistica. Nel periodo interbellico fu protagonista di iniziative editoriali tra Milano e Parigi.
Il suo primo libro, Parigi era morta (1948), è una raccolta di cronache di costume inviate a un quotidiano di Torino, offrendo un vivido spaccato della vita a Parigi durante la guerra. Parigi era viva (1948, riveduto e ampliato nel 1966) è invece un'autobiografia in terza persona, preziosa testimonianza diretta della vita artistica fra Montmartre e Montparnasse fra le due guerre. In questo romanzo è evidente l'inclinazione di San Lazzaro ad unire i fatti dell'arte con i fatti della vita e della politica, offrendo numerosi ritratti caratteriali e aneddotici dei principali artisti del Novecento quali Picasso, Matisse, Chagall, Soutine, De Chirico, ma anche Magnelli e De Pisis. Offre altresì una propria visione in riferimento alla politica internazionale a lui contemporanea o del passato, mettendo in campo temi quali il colonialismo (Nasser) o il Sacco di Roma. Il tutto sottolineando l'indipendenza dell'arte dalla filosofia: «I giovani quasi si vergognano di essere considerati soltanto come pittori o scultori. È di moda, come in letteratura, darsi delle giustificazioni filosofiche. Anche Braque dice che bisogna depasser la peinture. I giovani, oggi, credono, visualizzando le teorie scientifiche e filosofiche più moderne, di sorpassare tutto ciò che è stato fatto prima di loro. Ignorano, non avendo letto quasi nulla,  quanto sia sempre stato nefasto, sulle arti plastiche, l'influsso dei filosofi. E sono gli stessi filosofi a riconoscerlo». Il romanzo partecipa al Premio Bagutta, dove arriva secondo.
I romanzi successivi, Un inverno a Parigi (1968), L'aglio e la rosa (1971), L'uomo meraviglioso (1972), sono incentrati sulla relazione amorosa fra un anziano intellettuale e una giovane parigina, mostrando la distanza generazionale fra un uomo dell'inizio del secolo e una ragazza degli anni Sessanta. Negli ultimi mesi di vita, con le Lettere non recapitate, rimaste inedite, San Lazzaro era tornato alla memorialistica, come a creare un completamento, in forma epistolare, di Parigi era viva.

## “XXe Siècle”
Fondata nel 1938, “XXe Siècle” è l'impresa editoriale più celebre di Gualtieri di San Lazzaro. Rivista di lusso, pubblicata con cadenza irregolare, “XXe Siècle”, nelle intenzioni del suo ideatore, vuole essere una rivista di aggiornamento sulle tendenze dell'arte moderna e, al tempo stesso, un'opera bella da vedere come un'opera d'arte. Da questo principio nasce l'idea di inserire all'interno della rivista una grafica originale d'autore (litografie, pochoir, xilografie, linoleum), in modo da trasformarla in un'opera destinata al collezionismo. In tal senso, Gualtieri di San Lazzaro offre un contributo decisivo alla “democratizzazione” dell'arte moderna, offrendo degli originali d'artista a prezzi più accessibili di quelli delle opere d'arte degli stessi autori. Le stesse copertine diventeranno occasione per la realizzazione di piccole opere d'arte, come nel caso delle copertine disegnate appositamente da Arp, Mirò e Giacometti negli anni Cinquanta. Ogni numero era dedicato a un diverso argomento di attualità, con interventi di critici, artisti e letterati. Negli anni Settanta, alla serie della rivista si affianca una serie speciale di Hommages. 
Nel 1969 la rivista viene venduta all'imprenditore-editore americano Leon Amiel. Alla morte di Gualtieri di San Lazzaro la direzione della rivista passa ai suoi collaboratori Alain Jouffroy e Pierre Volboudt, poi al solo Jouffroy. Chiuderà nel 1981.

## Opere
- Cinquant'anni di pittura moderna in Francia, Roma, Danesi, 1945
- Parigi era morta, Milano, Garzanti, 1947
- Parigi era viva, Milano, Garzanti,  1948
- Modigliani, Parigi, Edition du Chêne, 1953
- Modigliani, Parigi, Hazan, 1957
- Modigliani. Ritratti, Milano, Mondadori, 1957
- Klee. La vie et l'œuvre, Parigi, Hazan, 1957
- Klee. A study of his life and work, New York, Frederick A. Praeger, 1957
- Klee. A study of his life and work, London, Thames and Hudson, 1957
- Paul Klee. Leben und Werk, Monaco-Zurigo, Droemersche, 1958
- Klee. Vita e opere, Milano, Mondadori, 1960
- Parigi era viva, Milano, Mondadori, 1966
- Un inverno a Parigi (con undici incisioni di Franco Gentilini), Milano, Edizioni del Naviglio, 1967.
- L'opera completa di Marino Marini, Milano, Silvana editoriale, 1970 (con Herbert Read e Patrick Waldberg)
- L'aglio e la rosa, Milano, Edizioni del Naviglio, 1971.
- L'uomo meraviglioso, Milano, Edizioni del Naviglio, 1972.
- Parigi era viva. La capitale dell'arte del ventesimo secolo (1966), a cura di Luca Pietro Nicoletti, Firenze 2011.
- Modigliani. I ritratti (1957), a cura di Luca Pietro Nicoletti, Firenze 2013.